# Utelga pseudoheinckei
Utelga pseudoheinckei är en plattmaskart som beskrevs av Tor Karling 1980. Utelga pseudoheinckei ingår i släktet Utelga och familjen Koinocystididae. Inga underarter finns listade i Catalogue of Life.